# Michael Ende
Michael Ende (født 12. november 1929 i Garmisch-Partenkirchen, død 28. august 1995 i Filderstadt) var en tysk forfatter. Ende var søn af den surrealistiske maler Edgar Ende.
Han er en af de mest elskede og succesrige tyske forfattere i det 20. århundrede. Hans berømmelse skyldes frem for alt successen med børnebøgerne, der giver læserne muligheder for at identificere sig med spændende personer og opleve fremmede verdener, der beskrives med indlevelse og overbevisende detaljerigdom. Filmatiseringerne af hans to mest kendte bøger, Momo og tidstyvene og Den uendelige historie har også bidraget til hans berømmelse.
Han modtog i 1981 Janusz-Korczak-Prisen og i 1982 den internationale Lorenzo il Magnifico-pris.
Hans værker er oversat til henved 40 sprog og er udgivet i mere end 20 millioner eksemplarer.

## Værker
- Jim Knopf und Lukas der Lokomotivführer (1960) – Dansk: Jim Knap og Lukas Lokomotivfører ISBN 87-7499-570-7
- Jim Knopf und die Wilde 13 (1962)
- Momo (1973) – Dansk: Momo og tidstyvene ISBN 87-7499-490-5
- Die unendliche Geschichte (1979) – Dansk: Den uendelige historie ISBN 87-7499-450-6
- Der Spiegel im Spiegel, Ein Labyrinth (1984) – Dansk: Spejlet i spejlet ISBN 87-7499-553-7
- Das Gefängnis der Freiheit (1993) – Dansk: Frihedens fængsel ISBN 87-7499-965-6

## Historie
Michael Ende var søn af den surrealistiske maler Edgar Ende (1901–1965) og hans kone Luise Bartholomä (1892–1973). Kort efter hans fødsel flyttede hans forældre fra Garmisch til München, da faderen havde håbet, at der ville give bedre muligheder som maler. Derfor tilbragte Ende de første år af sit liv i det, der nu er Münchener -distrikterne Pasing og Schwabing.